# Musica a programma
La musica a programma  è un tipo di composizione musicale che consiste nel descrivere o nel narrare una storia con mezzi puramente musicali.
La funzione descrittiva è stata sempre uno degli scopi principali del linguaggio musicale, molto usata soprattutto agli inizi, prima che la musica acquisisse una propria autonomia attorno al Cinquecento. Tuttavia la musica a programma vera e propria si sviluppò agli inizi dell'Ottocento, in epoca romantica. Uno dei primi esempi di questa tipologia musicale sono Le quattro stagioni del compositore italiano Antonio Vivaldi.
Un tipo particolarmente usato di musica a programma fu il poema sinfonico, ovvero musica a programma per orchestra. Tra i maggiori compositori di poemi sinfonici, si annoverano Franz Liszt che ne compose tredici, fra i quali Les Préludes, Mazeppa e Prometheus e Richard Strauss che ne compose nove fra i quali I tiri burloni di Till Eulenspiegel, Morte e Trasfigurazione e Così parlò Zarathustra. Altri compositori attivi nel genere della musica a programma furono Hector Berlioz, del quale si ricorda la Sinfonia Fantastica, Pëtr Il'ič Čajkovskij, Bedřich Smetana, Camille Saint-Saëns e Claude Debussy.
Nel XX secolo, Ottorino Respighi scrisse 4 poemi sinfonici fra cui Le fontane di Roma, I pini di Roma e Feste romane. Il suo allievo Ennio Porrino compose più tardi il poema sinfonico Sardegna. Mentre di George Gershwin si segnala Un americano a Parigi.